# Cleebronn
Cleebronn – miejscowość i gmina w Niemczech, w kraju związkowym Badenia-Wirtembergia, w rejencji Stuttgart, w regionie Heilbronn-Franken, w powiecie Heilbronn, wchodzi w skład wspólnoty administracyjnej Brackenheim. Leży w Zabergäu, nad rzeką Zaber, ok. 15 km na południowy zachód od Heilbronn.

## Galeria

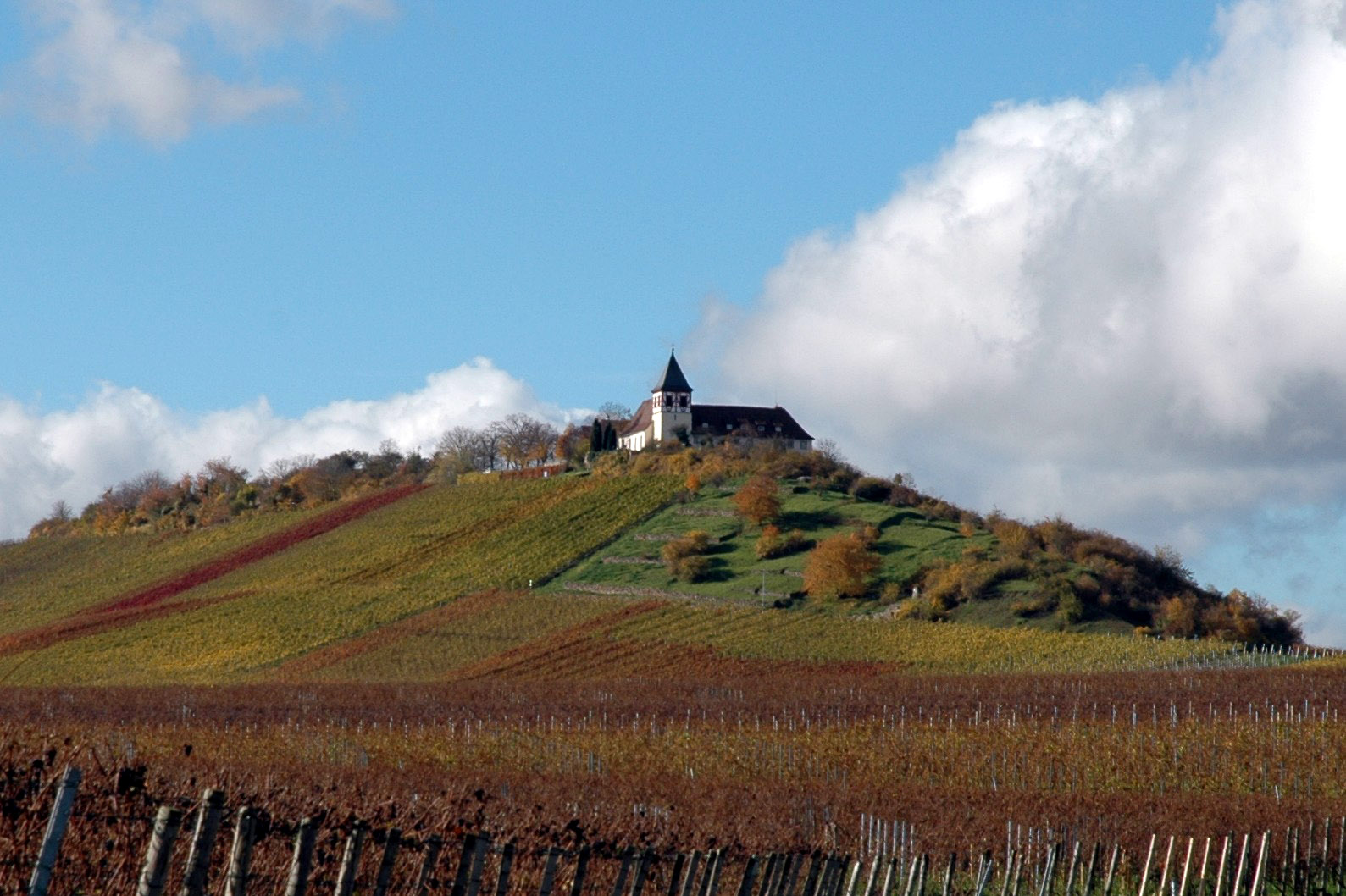
Góra Michaelsberg
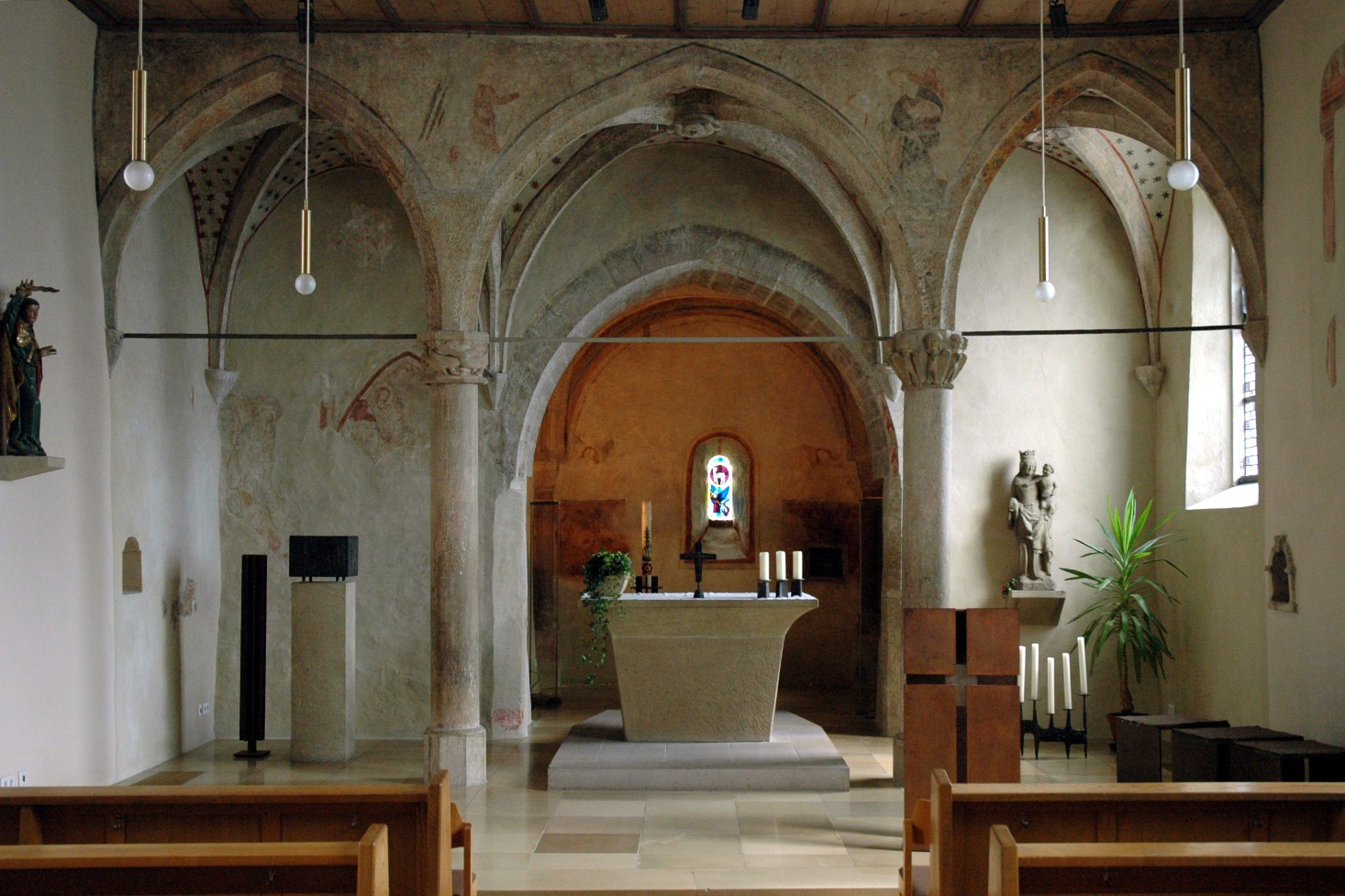
Wnętrze kościoła pw św Michała St. Michael)
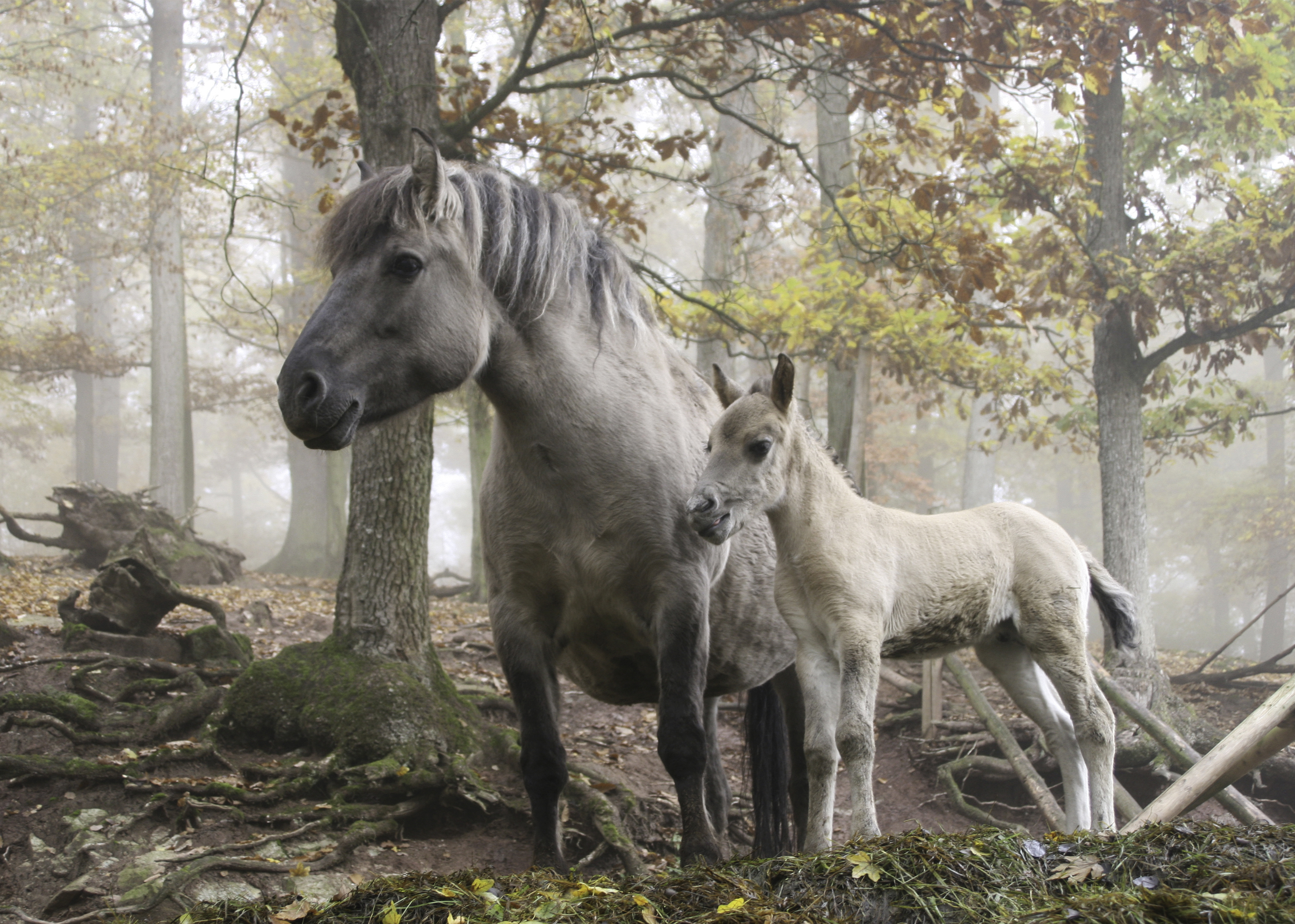
Dzikie konie w rezerwacie na terenie parku Tripsdrill